# Arak (Tamanrasset)
Pour les articles homonymes, voir Arak.
Arak est un village situé dans la commune de In Amguel, dans la Wilaya de Tamanrasset, en Algérie.